# Aldine (Texas)
Aldine é uma Região censo-designada localizada no estado norte-americano do Texas, no Condado de Harris.

## Demografia
Segundo o censo norte-americano de 2000, a sua população era de 13.979 habitantes.

## Geografia
De acordo com o United States Census Bureau tem uma área de 21,0 km², dos quais 21,0 km² cobertos por terra e 0,0 km² cobertos por água. Aldine localiza-se a aproximadamente 24 m acima do nível do mar.

## Localidades na vizinhança
O diagrama seguinte representa as localidades num raio de 20 km ao redor de Aldine.